# Viertele

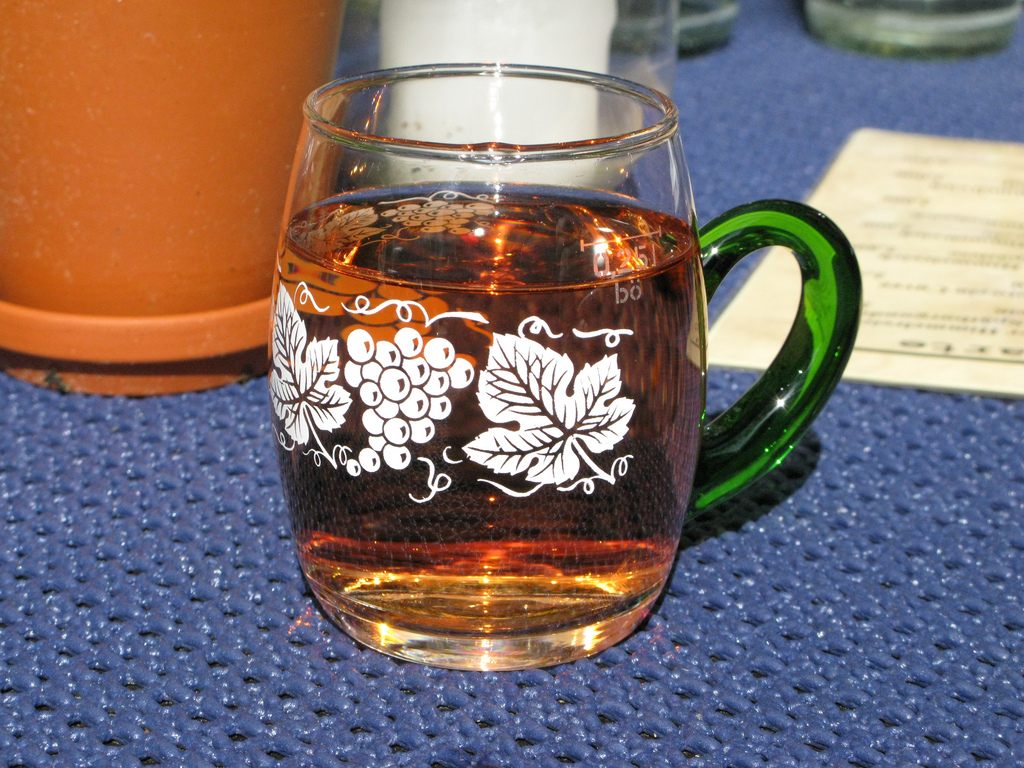
Viertele Wein im traditionellen Glas (teilweise getrunken) in einer Besenwirtschaft in Baden-Württemberg

Ein Viertele ist im Süden des deutschen Sprachraums ein Viertelliter  Wein (0,25 Liter).
Das Viertele war ein historisches Maß. In Württemberg, ob Herzogtum oder Königreich, war es Maß seit 1567 und auch ab 1806.
- 1 Viertele = 0,173 Liter
- 4 Viertele = 1 Ecklein = 0,69 Liter[2]

Im Schwäbischen bezeichnet man den Genuss eines Vierteles als „Viertelesschlotzen“ und die Schwaben mitunter scherzhaft als „Viertelesschlotzer“.
Bundespräsident Theodor Heuss thematisierte das Viertele als Bestandteil schwäbischer Lebensart in seiner Antrittsrede im Land Württemberg-Hohenzollern am 5. Juni 1950: „[...] das ‚Viertele‘ hat im Grunde mit dem Alkohol nichts mehr zu tun [...] Das Viertele steht stellvertretend als Symbol für das Dazugehören.“